# Kanton Fougères-1
Der Kanton Fougères-1 (bretonisch Kanton Felger-1) ist seit 2015 ein französischer Wahlkreis in den Arrondissements Fougères-Vitré und Rennes, im Département Ille-et-Vilaine und in der Region Bretagne; sein Hauptort ist Fougères.

## Geschichte
Der Kanton entstand 2015 mit der Neuordnung der Kantone in Frankreich. Die Gemeinden gehörten früher zu den Kantonen Saint-Aubin-du-Cormier (alle 10 Gemeinden), Fougères-Sud (alle 8 Gemeinden und Teile von Fougères) und Liffré (1 Gemeinde: Livré-sur-Changeon).

## Lage
Der Kanton Fougères-1 liegt im Osten des Départements Ille-et-Vilaine.

## Gemeinden
Der Kanton besteht aus 16 Gemeinden und Gemeindeteilen mit insgesamt 32.981 Einwohnern (Stand: 1. Januar 2022) auf einer Gesamtfläche von 294,26 km²:
| Gemeinde                    | Gallo                   | Bretonisch             | Einwohner (2022) | Fläche (km²) | Code postal | Code Insee | Arrondissement |
| --------------------------- | ----------------------- | ---------------------- | ---------------- | ------------ | ----------- | ---------- | -------------- |
| Billé                       | Bilhae                  | Bilieg                 | 1.038            | 16,96        | 35133       | 35025      | Fougères-Vitré |
| Combourtillé                | Conbórtilhaè            | Komorzhel              | 608              | 9,25         | 35210       | 35086      | Fougères-Vitré |
| Fougères                    | Foujerr                 | Felger                 | 6.436            | 2,62         | 35300       | 35115      | Fougères-Vitré |
| Gosné                       | Gosnae                  | Goneg                  | 2.098            | 18,14        | 35140       | 35121      | Rennes         |
| Javené                      | Javenaé                 | Yaoueneg               | 2.185            | 18,45        | 35133       | 35137      | Fougères-Vitré |
| La Chapelle-Saint-Aubert    | La Chapèll-Saent-Aubèrt | Chapel-Sant-Alverzh    | 468              | 9,77         | 35140       | 35063      | Fougères-Vitré |
| Lécousse                    | L’Escóss                | Eskuz                  | 3.423            | 11,07        | 35133       | 35150      | Fougères-Vitré |
| Livré-sur-Changeon          | Livraé                  | Liverieg-Kenton        | 1.737            | 26,37        | 35450       | 35154      | Rennes         |
| Mézières-sur-Couesnon       | Mézierr                 | Magoerioù-ar-C'houenon | 1.735            | 24,74        | 35140       | 35178      | Rennes         |
| Parcé                       | Parczaè                 | Parzieg                | 652              | 16,88        | 35210       | 35214      | Fougères-Vitré |
| Rives-du-Couesnon           |                         |                        | 2.919            | 48,36        | 35140       | 35282      | Fougères-Vitré |
| Romagné                     | Romanyaé                | Rovenieg               | 2.434            | 26,93        | 35133       | 35243      | Fougères-Vitré |
| Saint-Aubin-du-Cormier      | Le Graund-Saent-Aubein  | Sant-Albin-an-Hiliber  | 4.145            | 27,41        | 35140       | 35253      | Rennes         |
| Saint-Christophe-de-Valains | -                       | Sant-Kristol-Gwalen    | 230              | 3,27         | 35140       | 35261      | Fougères-Vitré |
| Saint-Ouen-des-Alleux       | -                       | Sant-Owen-an-Alloz     | 1.308            | 15,20        | 35140       | 35304      | Fougères-Vitré |
| Saint-Sauveur-des-Landes    | Saent-Sauvór            | Kersalver-al-Lann      | 1.565            | 18,84        | 35133       | 35310      | Fougères-Vitré |
| Kanton Fougères-1           | Foujerr-1               | Felger-1               | 32.981           | 294,26       | -           | 3508       | -              |

1. ↑  Nur der westliche Teil der Gemeinde, der Rest gehört zum Kanton Fougères-2.

## Veränderungen im Gemeindebestand seit der landesweiten Neuordnung der Kantone
2019: Fusion Saint-Georges-de-Chesné, Saint-Jean-sur-Couesnon, Saint-Marc-sur-Couesnon und Vendel → Rives-du-Couesnon

## Politik
Im 1. Wahlgang am 22. März 2015 erreichte keines der vier Wahlpaare die absolute Mehrheit. Bei der Stichwahl am 29. März 2015 gewann das Gespann Thierry Benoit (UDI)/Frédérique Miramont (DVD) gegen Olivier Barbette/(beide DVG) mit einem Stimmenanteil von 64,61 % (Wahlbeteiligung:49,74 %).
| Vertreter im conseil général des Départements | Vertreter im conseil général des Départements | Vertreter im conseil général des Départements |
| Amtszeit                                      | Name                                          | Partei                                        |
| --------------------------------------------- | --------------------------------------------- | --------------------------------------------- |
| 2015–2021                                     | Thierry Benoit Frédérique Miramont            | UDI                                           |
| 2021–                                         | Bernard Delaunay Leslie Saliot                | DVD                                           |